# Зімна-Вудка (гміна Уязд)
Зімна-Вудка (пол. Zimna Wódka, нім. Kaltwasser) — село в Польщі, у гміні Уязд Стшелецького повіту Опольського воєводства.
Населення — 734 особи (2011).

## Демографія
Демографічна структура станом на 31 березня 2011 року:
|          | Загалом | Допрацездатний вік | Працездатний вік | Постпрацездатний вік |
| -------- | ------- | ------------------ | ---------------- | -------------------- |
| Чоловіки | 365     | 74                 | 248              | 43                   |
| Жінки    | 369     | 66                 | 233              | 70                   |
| Разом    | 734     | 140                | 481              | 113                  |